# Crescendosvällare

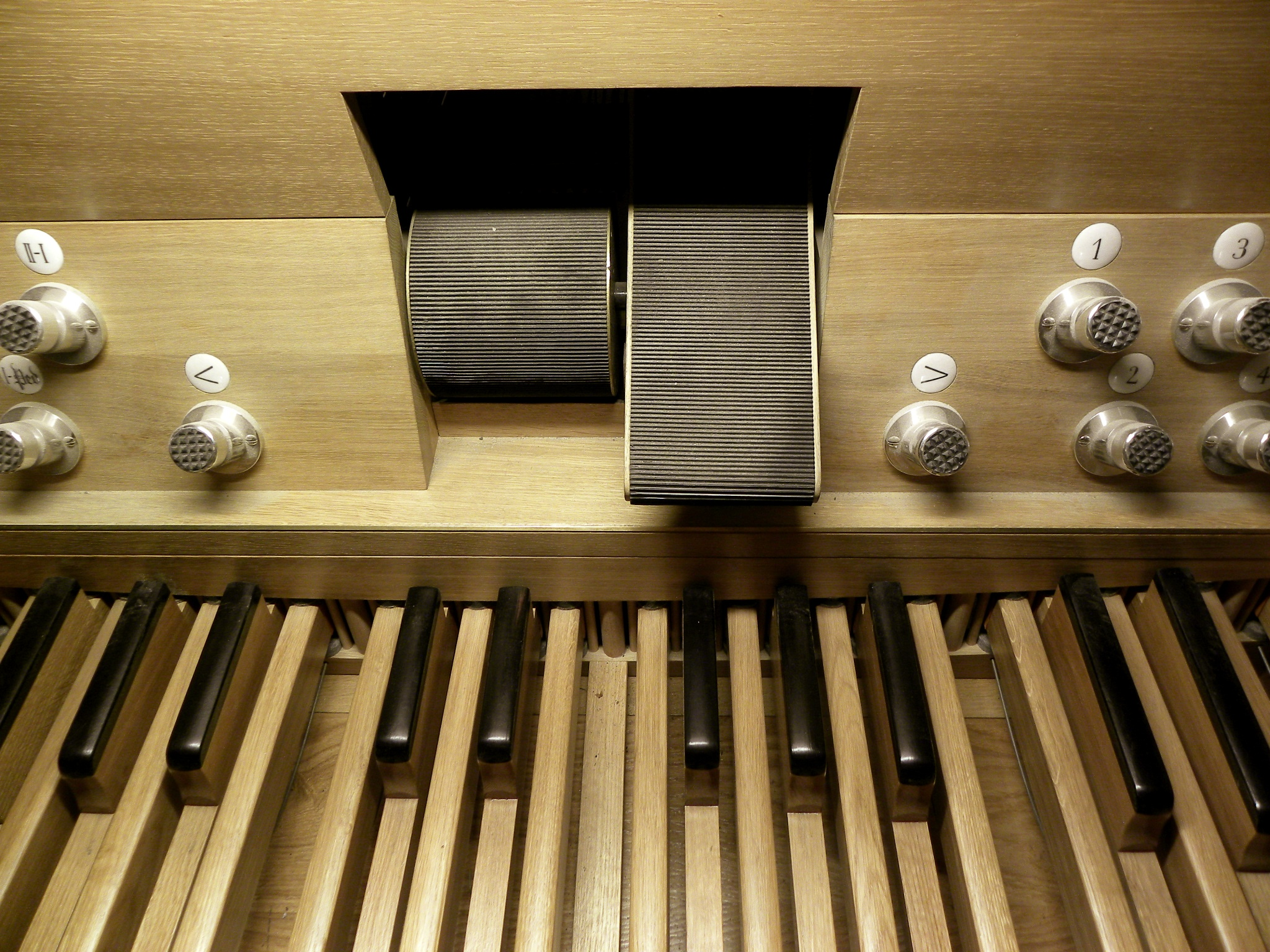
Registersvällare (vänster) och crescendosvällare (höger)

Crescendosvällare används i piporglar för att reglera ljudstyrkan vid en viss registrering.
Ett eller flera av orgelns verk är då inbyggda i ett slutet skåp med jalusier på en (vanligen framsidan) eller flera sidor. Via en fottrampa i spelbordet kan jalusiluckorna stängas och öppnas med önskad hastighet.
Crescendosvällare kan användas för alla typer av orglar, såväl mekaniska och pneumatiska som elektriska. 

## Jämför med
- Registersvällare